# Grotele Brînzeni
Grotele Brînzeni reprezintă un monument al naturii de tip geologic sau paleontologic în raionul Edineț, Republica Moldova. Sunt amplasate în recifele Brînzeni, la 13 km sud-est de satul Brînzeni, la marginea platoului pe partea stângă a râului Racovăț; ocolul silvic Edineț, parcela 75 V1. Cuprind o suprafață de 14 ha conform Legii ariilor protejate sau 13,23 ha conform unor măsurări mai recente. Obiectul este administrat de Primăria satului Brînzeni și Întreprinderea de Stat pentru Silvicultură Edineț.

## Descriere
În satul Brînzeni se află mai multe grote, de diferite dimensiuni, amplasate pe povârnișurile recifelor cu același nume. Ele s-au format în rezultatul acțiunii proceselor carstice, de eroziune și altele. Unele grote au adăpostit oameni preistorici în timpul erelor glaciare din pleistocenul superior, preponderent în epoca paleolitică.

### Stațiune umană
Pe versantul stâng al râului Racovăț, la altitudinea de aprox. 60 m față de nivelul râului, arheologul N. Chetraru a descoperit o stațiune umană preistorică, unde au locuit pe parcursul a câteva mii de ani reprezentanți ai diferitor culturi arheologice. Au fost extrase materiale arheologice (obiecte de silex și os destinate vânătorii și gospodăriei: gratoare, lame retușate, vârfuri de lănci, străpungătoare, burine, ace etc.) și paleontologice (resturi scheletice de animale, mai ales ale celor de vânătoare) din nivelul inferior de locuire. Ele au fost atribuite purtătorilor unei culturi arheologice locale, așa-numita „cultura Brînzeni”, activă în paleoliticul superior (40-35 mii ani în urmă). Tot aici a fost extrasă o amuletă de fildeș, cu gaură în partea superioară și ornamentată în partea inferioară. Se consideră că acesta este cel mai vechi obiect de artă plastică din Republica Moldova.
La câțiva metri spre nord, se află încă o grotă, destul de adâncă, dar care încă nu a fost supusă cercetărilor.

### Fauna preistorică
Ocupația principală a locuitorilor acestei stațiuni era vânătoarea, astfel grotele abundă în resturi scheletice de animale:
- cel puțin 194 de indivizi de cal-cu-copita-lată Equus latipes Grom., specie caracteristică pleistocenului superior din Europa de est, foarte răspândită în zonele nordice ale Moldovei
- cel puțin 117 indivizi de ren-polar Rangifer tarandus L., specie migratoare caracteristică zonelor periglaciare ale pleistocenului superior din Europa, răspândit în Moldova în timpul migrației
- 21 de indivizi de bizon Bison priscus Boj.
- 112 indivizi de marmote-de-stepă Marmota bobac Mull., rozător de talie mare, vânat preponderent pentru blană
- Microtus (Stenocranius) gregalis, M. oeconomus și alte rozătoare mici.

Mai rar, vânătorii reușeau să răpună cerbul-gigantic Megaloceros giganteus Blum, cu coarne exagerat de mari, rinocerul-lânos Coelodonta antiquitatis Blum., mamutul Mammuthus primigenius Blum. și alte mamifere mari. Uneori, capturau și păsări, precum cucoșul-de-pădure Lyrurus tetrix L., potârnichea-sură Perdix perdix L., potârnichea-de-tundră Lagopus mutus Mont., potârnichea-albă Lagopus lagopus L, dropia Otis tetras L. etc. Când grota era abandonată de oamenii preistorici, aici se aciuau mamifere mici (Chiroptera, Insectivora, Rodentia) și păsari.

## Statut de protecție
Obiectivul a fost luat sub protecția statului prin Hotărîrea Sovietului de Miniștri al RSSM din 13 martie 1962 nr. 111, iar statutul de protecție a fost reconfirmat prin Legea nr. 1538 din 25 februarie 1998 privind fondul ariilor naturale protejate de stat. Deținătorul funciar al monumentului natural la momentul publicării Legii din 1998 era Primăria satului Brînzeni, iar între timp ca proprietar a fost listată și Întreprinderea de Stat pentru Silvicultură Edineț.
Grotele și recifele Brînzeni au valoare științifică, cognitivă, peisagistică, cultural-instructivă și ecoturistică.
Conform situației din anul 2016, starea grotei cu stațiunea arheologică este deplorabilă. Este nevoie de organizarea unor cercetări suplimentare ale stațiunii de nivel superior (II), pentru a preciza poziția sa stratigrafică și vârsta geologică.

## Galerie de imagini

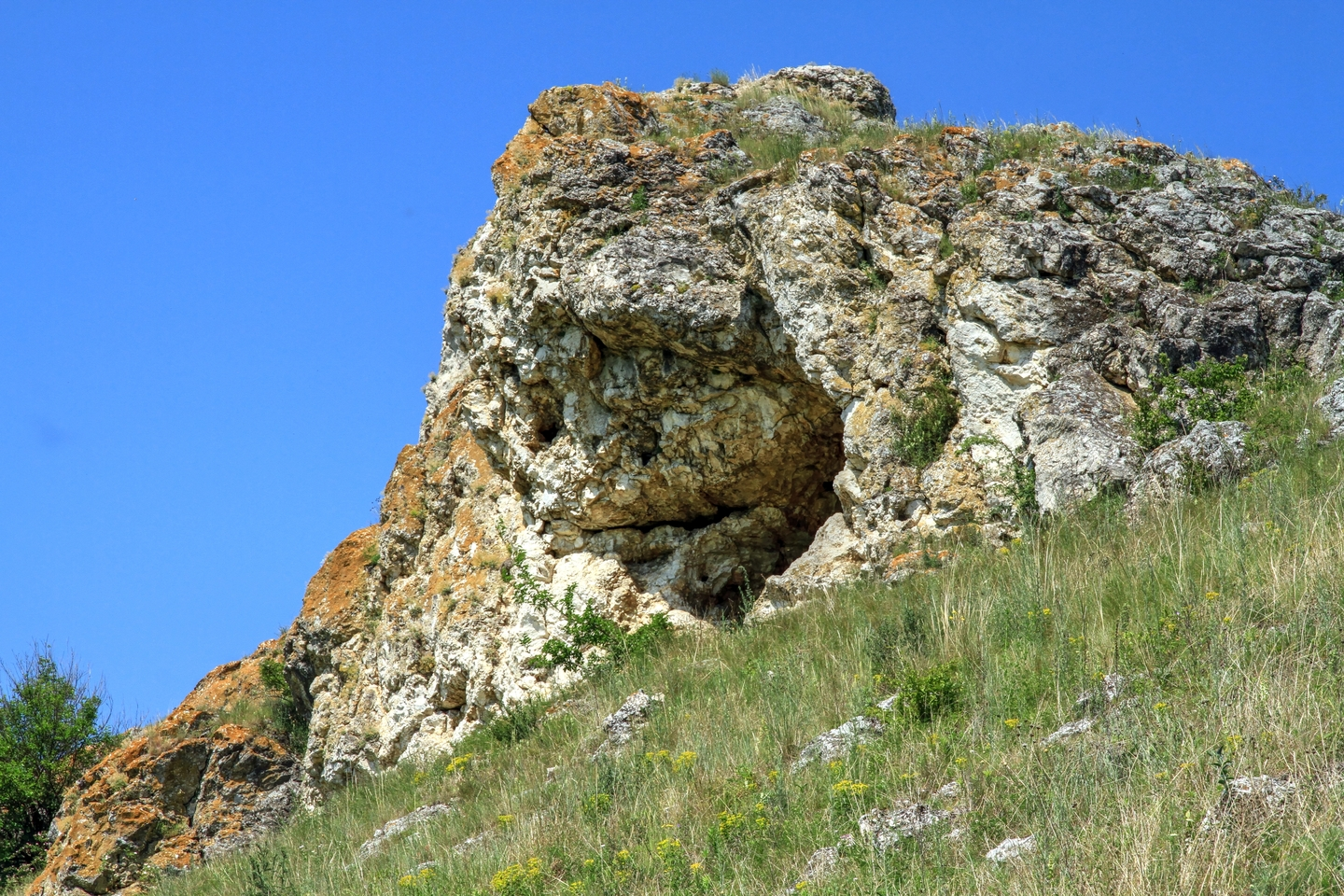
Peșteră pe panta unei stânci din defileul Brînzeni
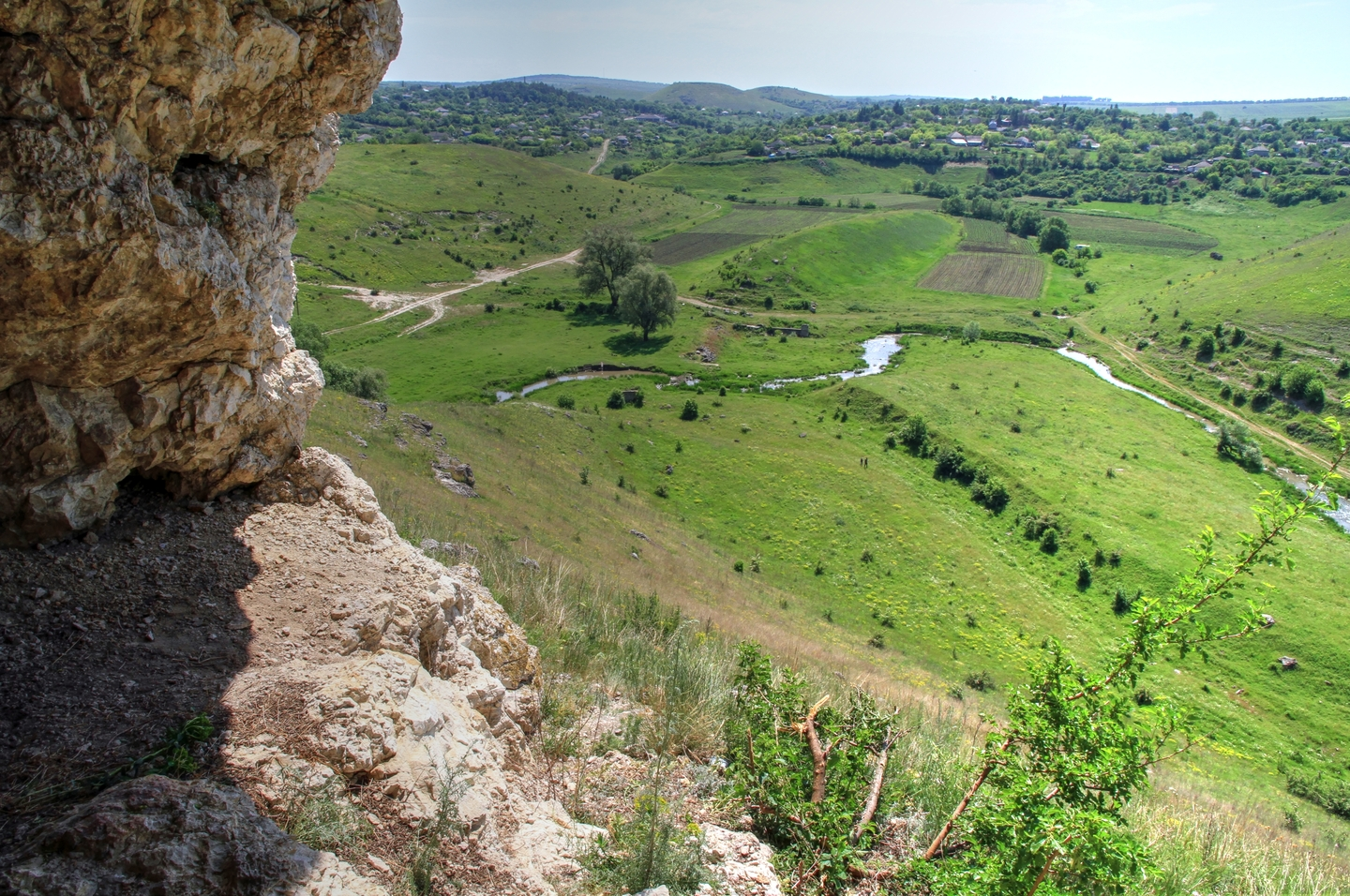
Vedere spre satul Brînzeni dinspre grote
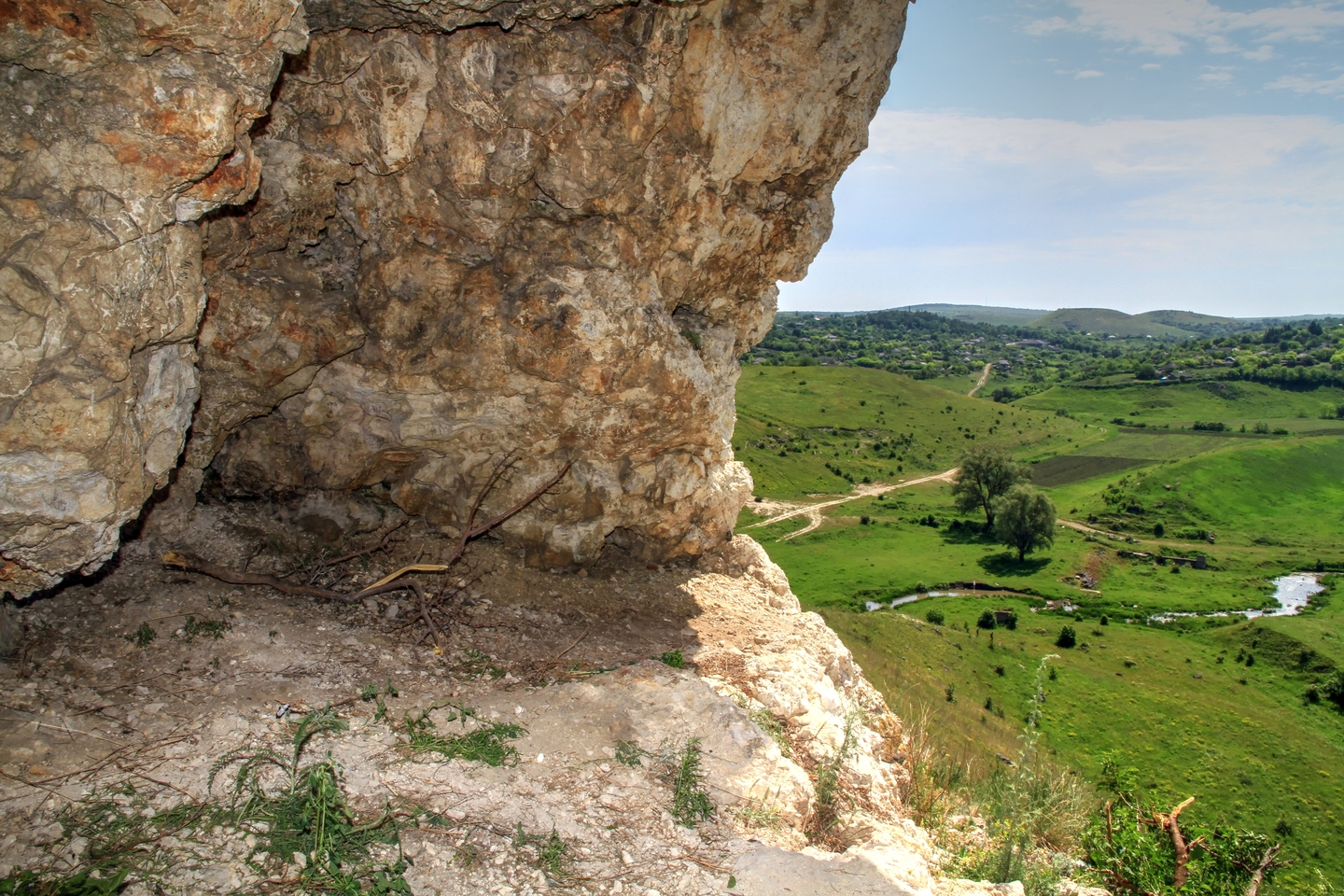